# Johannes Türschmann
Johannes Türschmann (* 12. Mai 1923 in Chemnitz; † 19. November 1975) war ein deutscher Politiker und Funktionär der DDR-Blockpartei LDPD. Er war Vorsitzender der Bezirksvorstände Dresden und Suhl der LDPD.

## Leben
Türschmann erlernte den Beruf des Textilfacharbeiters. Im Zweiten Weltkrieg leistete er Kriegsdienst. 1946 trat er der LDP bei, er war Justizsekretär am Amtsgericht Zittau. Von 1950 bis 1953 fungierte er als Bürgermeister von Oybin und war Abgeordneter des Kreistages sowie Mitglied des LDPD-Kreisvorstandes Zittau. Anschließend war er Sekretär des LDPD-Kreisvorstandes Meißen und Riesa sowie Instrukteur des LDPD-Bezirksvorstandes Dresden. Von 1957 bis 1959 leitete er die Instrukteurbrigade beim LDPD-Zentralvorstand. Von 1959 bis 1964 war er Vorsitzender des LDPD-Bezirksvorstandes Dresden. Von 1960 bis 1975 gehörte er dem LDPD-Zentralvorstand an. Zwischen 1964 und 1970 war er Mitarbeiter des Ministers für die Anleitung und Kontrolle der Bezirks- und Kreisräte. Türschmann qualifizierte sich zum Diplom-Staatswissenschaftler. Vom 1. Februar 1970 bis 1975 fungierte er als Vorsitzender des LDPD-Bezirksvorstandes Suhl und war Abgeordneter des Bezirkstages Suhl. Von 1967 bis 1975 war Türschmann auch Mitglied des Politischen Ausschusses des LDPD-Zentralvorstandes.

## Auszeichnungen
- Verdienstmedaille der DDR (1959)
- Vaterländischer Verdienstorden in Bronze (1965)